# Auxi-le-Château
Auxi-le-Château és un municipi francès situat al departament del Pas de Calais i a la regió dels Alts de França. L'any 2007 tenia 2.956 habitants.

## Demografia

### Població
El 2007 la població de fet d'Auxi-le-Château era de 2.956 persones. Hi havia 1.216 famílies de les quals 385 eren unipersonals (97 homes vivint sols i 288 dones vivint soles), 377 parelles sense fills, 328 parelles amb fills i 126 famílies monoparentals amb fills.
La població ha evolucionat segons el següent gràfic:
Habitants censats

### Habitatges
El 2007 hi havia 1.383 habitatges, 1.239 eren l'habitatge principal de la família, 39 eren segones residències i 105 estaven desocupats. 1.330 eren cases i 50 eren apartaments. Dels 1.239 habitatges principals, 699 estaven ocupats pels seus propietaris, 517 estaven llogats i ocupats pels llogaters i 23 estaven cedits a títol gratuït; 9 tenien una cambra, 78 en tenien dues, 152 en tenien tres, 381 en tenien quatre i 619 en tenien cinc o més. 704 habitatges disposaven pel capbaix d'una plaça de pàrquing. A 648 habitatges hi havia un automòbil i a 309 n'hi havia dos o més.

### Piràmide de població
La piràmide de població per edats i sexe el 2009 era:
| Homes | Edats   | Dones |
| ----- | ------- | ----- |
| 0     | 95 o +  | 4     |
| 4     | 90 a 94 | 16    |
| 16    | 85 a 89 | 48    |
| 24    | 80 a 84 | 52    |
| 68    | 75 a 79 | 120   |
| 52    | 70 a 74 | 68    |
| 60    | 65 a 69 | 72    |
| 64    | 60 a 64 | 96    |
| 52    | 55 a 59 | 56    |
| 108   | 50 a 54 | 84    |
| 108   | 45 a 49 | 112   |
| 76    | 40 a 44 | 144   |
| 148   | 35 a 39 | 84    |
| 92    | 30 a 34 | 100   |
| 84    | 25 a 29 | 88    |
| 60    | 20 a 24 | 76    |
| 109   | 15 a 19 | 72    |
| 116   | 10 a 14 | 116   |
| 104   | 5 a 9   | 116   |
| 108   | 0 a 4   | 76    |

## Economia
El 2007 la població en edat de treballar era de 1.787 persones, 1.152 eren actives i 635 eren inactives. De les 1.152 persones actives 915 estaven ocupades (531 homes i 384 dones) i 238 estaven aturades (125 homes i 113 dones). De les 635 persones inactives 211 estaven jubilades, 157 estaven estudiant i 267 estaven classificades com a «altres inactius».

### Ingressos
El 2009 a Auxi-le-Château hi havia 1.232 unitats fiscals que integraven 2.922,5 persones, la mediana anual d'ingressos fiscals per persona era de 12.979 €.

### Activitats econòmiques
Dels 142 establiments que hi havia el 2007, 6 eren d'empreses alimentàries, 1 d'una empresa de fabricació d'elements pel transport, 6 d'empreses de fabricació d'altres productes industrials, 9 d'empreses de construcció, 49 d'empreses de comerç i reparació d'automòbils, 5 d'empreses de transport, 11 d'empreses d'hostatgeria i restauració, 7 d'empreses financeres, 6 d'empreses immobiliàries, 10 d'empreses de serveis, 20 d'entitats de l'administració pública i 12 d'empreses classificades com a «altres activitats de serveis».
Dels 37 establiments de servei als particulars que hi havia el 2009, 1 era una gendarmeria, 1 oficina de correu, 3 oficines bancàries, 2 funeràries, 3 tallers de reparació d'automòbils i de material agrícola, 1 taller d'inspecció tècnica de vehicles, 2 autoescoles, 2 paletes, 1 guixaire pintor, 2 fusteries, 3 lampisteries, 1 empresa de construcció, 6 perruqueries, 1 veterinari, 6 restaurants, 1 agència immobiliària i 1 saló de bellesa.
Dels 32 establiments comercials que hi havia el 2009, 2 eren supermercats, 2 botiges de menys de 120 m², 3 fleques, 1 una fleca, 1 una botiga de congelats, 2 llibreries, 5 botigues de roba, 1 una botiga de roba, 1 una botiga d'equipament de la llar, 3 botigues d'electrodomèstics, 3 botigues de mobles, 1 una botiga de mobles, 1 un drogueria, 1 una perfumeria i 5 floristeries.
L'any 2000 a Auxi-le-Château hi havia 16 explotacions agrícoles que ocupaven un total de 684 hectàrees.

## Equipaments sanitaris i escolars
El 2009 hi havia 3 farmàcies i 2 ambulàncies.
El 2009 hi havia 2 escoles elementals. Auxi-le-Château disposava d'un col·legi d'educació secundària amb 207 alumnes.

## Poblacions més properes
El següent diagrama mostra les poblacions més properes.